# Buda Gautama
Buda Gautama, también conocido como Siddharta Gautama, Buda Shakyamuni, o, simplemente, Buda (Lumbini, 563 a. C.-Kushinagar, 483 a. C), fue un príncipe de Kapilavastu, asceta, meditador, eremita y maestro espiritual. Sobre la base de sus enseñanzas se fundó el budismo y muchas escuelas vaisnava, y es venerado por los budistas como un ser plenamente iluminado que enseñó un camino hacia el Nirvana, la liberación de la ignorancia, del apego, del renacimiento y del sufrimiento, mientras que en el hinduismo es venerado como dashavatara y como aquel humano que logró dominar todos los siddhis. Enseñó principalmente en el noroeste del subcontinente indio durante unos cuarenta años. Su enseñanza se basa en una visión del sufrimiento y el fin del sufrimiento (nirvāṇa).
Según la tradición budista, nació en Lumbini en lo que es actualmente Nepal, en el seno de una familia aristocrática en la ya desaparecida república Sakia. Renunció a la vida lujosa y, después de varios años de mendicidad, meditación y ascetismo, experimentó un despertar espiritual. Por lo tanto, se le conoce con el título de Buda, que significa «El Despierto». Luego, el Buda viajó por la llanura gangética enseñando y construyendo una comunidad religiosa que incluía hombres y mujeres, laicos y monásticos.
El Buda enseñó un camino medio entre la complacencia sensual y el ascetismo estricto (practicado en el movimiento Sramano) común a esta región de la India. Su camino espiritual incluía entrenamiento ético y prácticas meditativas como dhyana y atención plena. El Buda también criticó las prácticas de los sacerdotes brahmanes, como el sacrificio de animales. Murió en Kushinagar, alcanzando el paranirvana. Desde entonces ha sido venerado por numerosas religiones y comunidades a lo largo de Asia.
Varios siglos después de su muerte, la comunidad budista compiló sus enseñanzas en extensas colecciones, los Discursos (Sutras) y los Códigos Monásticos (Vinaya). Estas enseñanzas se transmitieron en dialectos prácritos como Pali, a través de una tradición oral en las diversas comunidades que se extendieron por la India. Las generaciones posteriores compusieron textos adicionales, como tratados sistemáticos (Abhidharma), biografías del Buda, colecciones de cuentos populares sobre sus vidas pasadas (Jataka) y discursos adicionales (los sutras Mahayana).

## Nombres y títulos
Además de «Buda» y el nombre Siddhārtha Gautama (Siddhattha Gotama), también fue conocido por otros nombres y títulos, como Shakyamuni («Sabio de los Shakyas»).
La palabra buda puede ser traducida como «el despierto» o «el iluminado». «Buda» también es usada como título que se le otorga al primer despertar de una era, quien se despierta solo sin ninguna ayuda. 
En los textos tempranos, el Buda a menudo se refiere a sí mismo como «Tathagata.» A menudo se piensa que el término significa "alguien que se ha ido" (tathā-gata) o "alguien que ha venido" (tathā-āgata), posiblemente refiriéndose a la naturaleza trascendental del logro espiritual del Buda.
Una lista común de epítetos se ve comúnmente juntos en los textos canónicos. Estos títulos representan algunas de sus cualidades espirituales:
- Budo — Despierto
- Samasambudo — Perfectamente despierto por la propia motivación.
- Vijacaranasampano — Dotado de un conocimiento superior y con conducta perfecta.
- Sugato — Jamás volverá a las impurezas (bien ido) o hablará siempre con la verdad (de buen hablar).
- Lokavidu — Sabio y prudente en el conocimiento de los muchos mundos.
- Anutaro Purisadamasarati — Formador insuperable de personas no capacitadas.
- Satadeva Manusanam — Maestro de devas y humanos.
- Bagavati — Lleno de gracia
- Arajam — Digno de homenaje. Un arjat es «aquel que, luego de destruir las taras, ha llevado una vida santa, haciendo lo que ha venido a hacer, se ha deshecho de los agobios, ha alcanzado la verdadera meta, ha destruido las trabas de la existencia, y está completamente libre gracias al ulterior conocimiento».

El Canon Pali también contiene muchos otros títulos y epítetos para el Buda, que incluyen: Sabio que todo lo ve, Sabio que trasciende todo, El toro entre los hombres, Líder de la caravana, Disipador de la oscuridad, El ojo del mundo, Primero de los aurigas, Primero de los que pueden cruzar, Rey del Dharma (Dharmaraja), Pariente del Sol, Ayudante del mundo (Lokanatha), León del Dharma, Señor del Dharma, El de excelente sabiduría (Varapañña), El Radiante, Antorcha de la humanidad, Médico y cirujano insuperable, Víctor en batalla y Portador del poder.

## Buda Gautama histórico

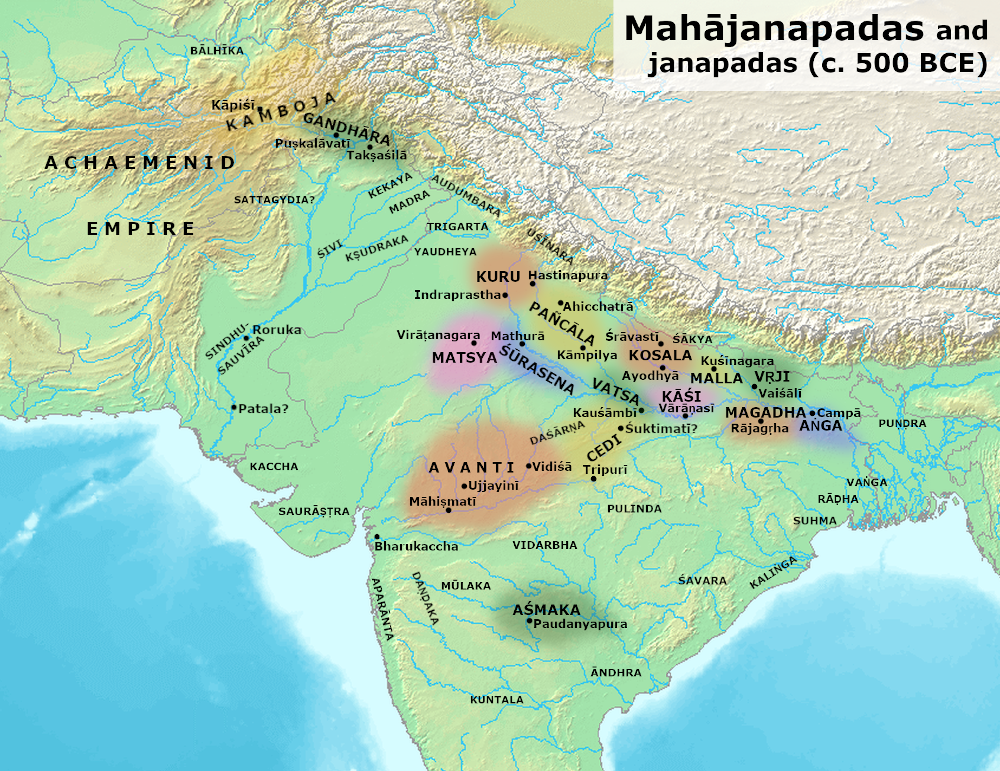
Antiguos reinos y ciudades de la India durante la época del Buda (circa 500 a. C.)

Las fechas de su nacimiento y muerte son inciertas; la mayoría de los historiadores de principios del siglo XX d. C. databan su existencia entre el 563 y 483 a. C., pero en opiniones más recientes se data su muerte entre el 486 y 483 a. C. y según otros entre el 411 y 400 a. C. Sin embargo, en un simposio que sobre este tema tuvo lugar en 1988, la mayoría de los que presentaron sus opiniones definitivas dieron como fechas un periodo que puede encontrarse en el 400 a. C., restando o sumando veinte años, como la fecha aproximada de la muerte del Buda. No obstante, estas cronologías alternativas aún no han sido aceptadas por todos los historiadores. El descubrimiento en Lumbini de un posible santuario budista, el templo Maya Devi, que data aproximadamente del 550 a. C., podría hacer que la fecha del nacimiento del Buda retrocediera aún más.
No se han encontrado registros hechos en vida de Gautama, ni escritos realizados pocos siglos más tarde tras su muerte. Los textos budistas de Gandhara son los manuscritos budistas más antiguos que han llegado hasta nuestros días, escritos entre los siglos III y I antes de Cristo y encontrados cerca de Hadda, próxima a Jalalabad, en el este de Afganistán. Actualmente se conservan en la Biblioteca Británica. Fueron escritos en caracteres karosti, en idioma gāndhārī y en veintisiete rollos de corteza de abedul.

### Contexto histórico

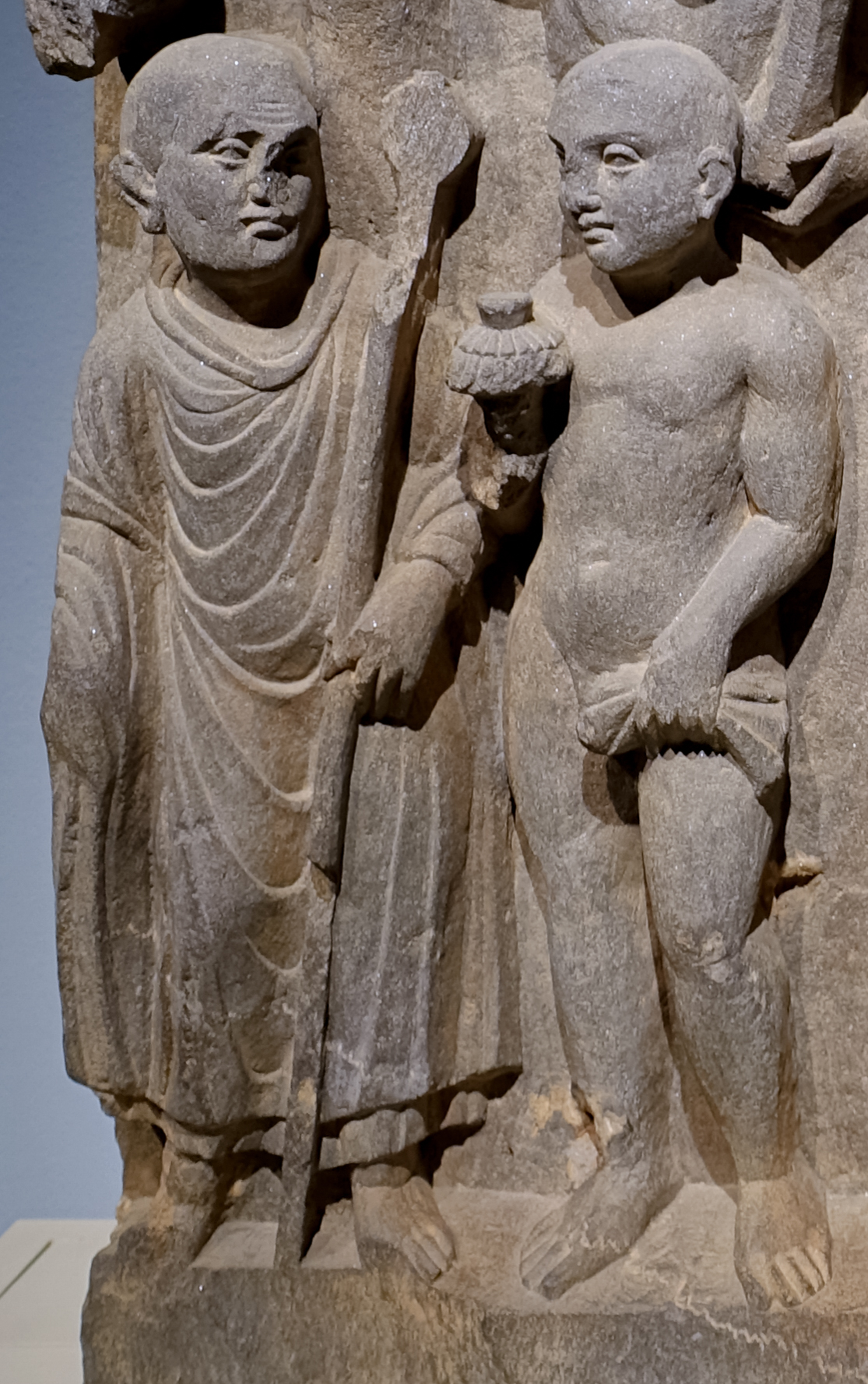
Mahākāśyapa se encuentra con un Ājīvika asceta, uno de los grupos Śramaṇa comunes en la antigua India.

El nombre "Sakamuni" o "Sakyamunī" ("sabio de los sakias") y otras evidencias de los primeros textos sugieren que Buda nació en el clan sakia, una comunidad que estaba en la periferia, tanto geográfica como culturalmente, del subcontinente indio en el siglo V a. C. La comunidad era una pequeña república o una oligarquía. Es posible que su padre fuera un jefe elegido, o un oligarca. Johannes Bronkhorst llama a esta cultura oriental "Gran Magadha" y señala que "el budismo y el jainismo surgieron en una cultura que se reconocía como no védica".
Los shakyas eran un grupo étnico subhimalayo oriental que se consideraba fuera del Āryāvarta ("morada de los arios") y de "origen mixto" (saṃkīrṇa-yonayaḥ, posiblemente parte aria y parte indígena). Las leyes de Manu (10.11, 22) y el Baudhāyana-dharmaśāstra (1.1.2.13-4) los tratan como no arios, y el mero hecho de visitarlos requería un sacrificio purificador como expiación. Esto se confirma en el pali Ambaṭṭha Sutta, donde se dice que los sakias son de "habla ruda", "de origen servil" y los brahmanes los critica porque "no honran, respetan, estiman, reverencian ni rinden homenaje a los brahmanes." Algunas de las prácticas no védicas de esta tribu incluían el incesto (casarse con sus hermanas), el culto a los árboles, a los espíritus de los árboles y a los nagas. Según Levman, "aunque el modo de hablar rudo de los sakias y sus antepasados munda no prueban que hablaran una lengua no indoaria, hay muchas otras pruebas que sugieren que eran, de hecho, un grupo étnico (y probablemente lingüístico) separado".
Aparte de los brahmanes védicos, la vida de Buda coincidió con el florecimiento de influyentes escuelas de pensamiento śramaṇa como ājīvika, cārvāka, jainismo y ajñana. El Brahmajala Sutta registra sesenta y dos de estas escuelas de pensamiento. En este contexto, un śramaṇa se refiere a alguien que trabaja, se afana o se esfuerza (por algún propósito superior o religioso). También fue la época de pensadores influyentes como Mahavira, Pūraṇa Kassapa, Makkhali Gosāla, Ajita Kesakambalī, Pakudha Kaccāyana, y Sañjaya Belaṭṭhaputta, como se recoge en el Samaññaphala Sutta, cuyos puntos de vista el Buda debió conocer con toda seguridad. También hay pruebas filológicas que sugieren que los dos maestros del buda, Alara Kalama y Uddaka Rāmaputta, eran realmente figuras históricas y que muy probablemente enseñaron a Buda dos formas diferentes de técnicas meditativas. Así pues, Buda era sólo uno de los muchos filósofos śramaṇa de una época en la que la santidad de la persona se juzgaba por su nivel de ascetismo.

### Fuentes más tempranas

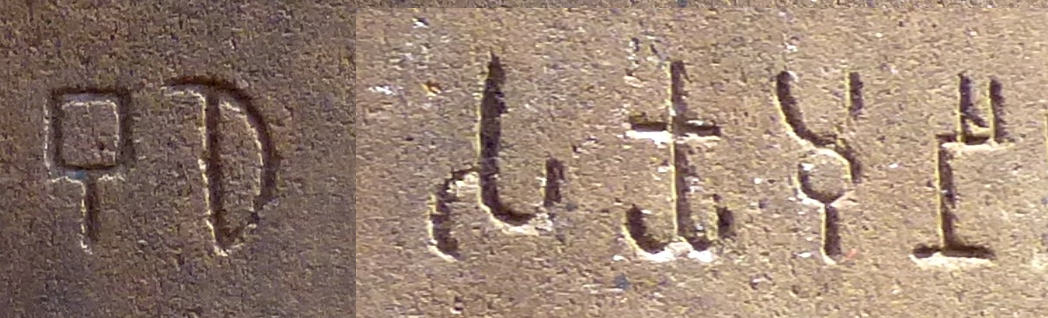
"Bu-dhe" (𑀩𑀼𑀥𑁂), "Sa-kya-mu-nī" (𑀲𑀓𑁆𑀬𑀫𑀼𑀦𑀻) en Brahmi, en la inscripción del pilar de Lumbini (circa 250 a. C.).

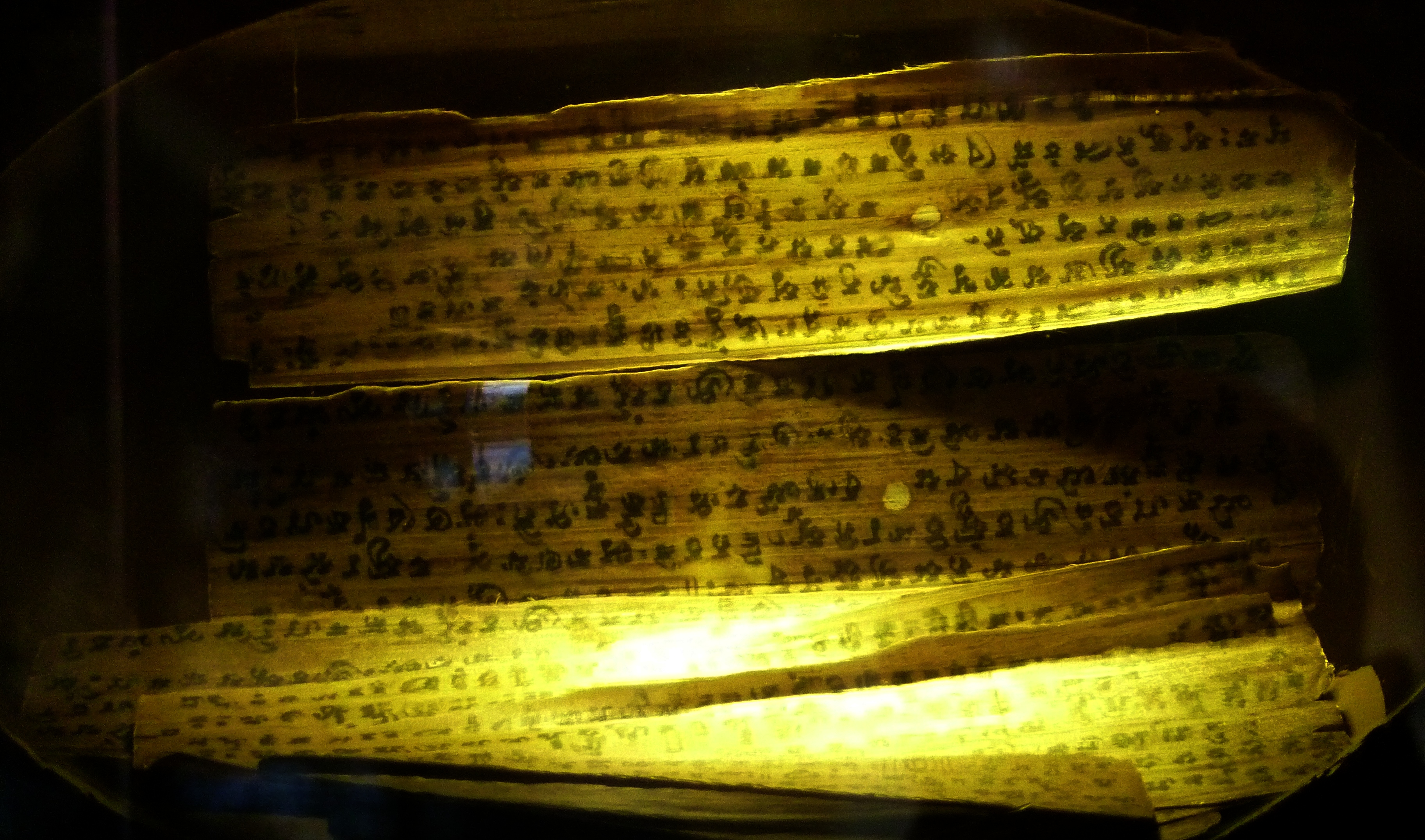
Manuscrito en Gandhari

### Biografías legendarias

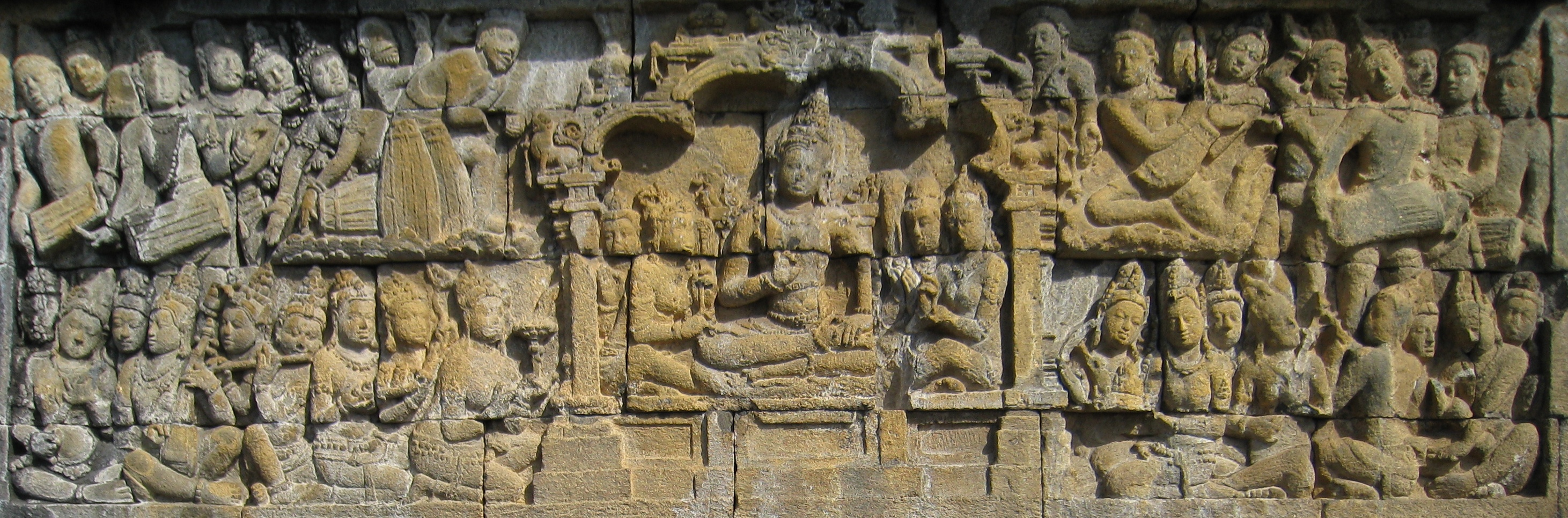
El Bodhisattva en Tushita antes de su nacimiento, Borobudur. Este vasto monumento budista contiene numerosas representaciones de la vida del Buda tomadas de la Lalitavistara.

### Representaciones legendarias

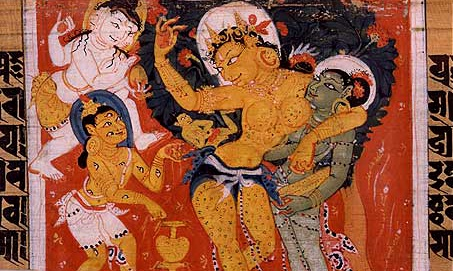
Pintura del período Pala que ilustra el milagroso nacimiento del Buda Gautama emergiendo por un costado de la reina Mayadeví. Ilustración del Sutra Astasahasrika Prajnaparamita, manuscrito en sánscrito con caracteres ranjana. Ubicado en la ciudad de Nalanda, estado de Bihar, India.

### Nacimiento y primeros años

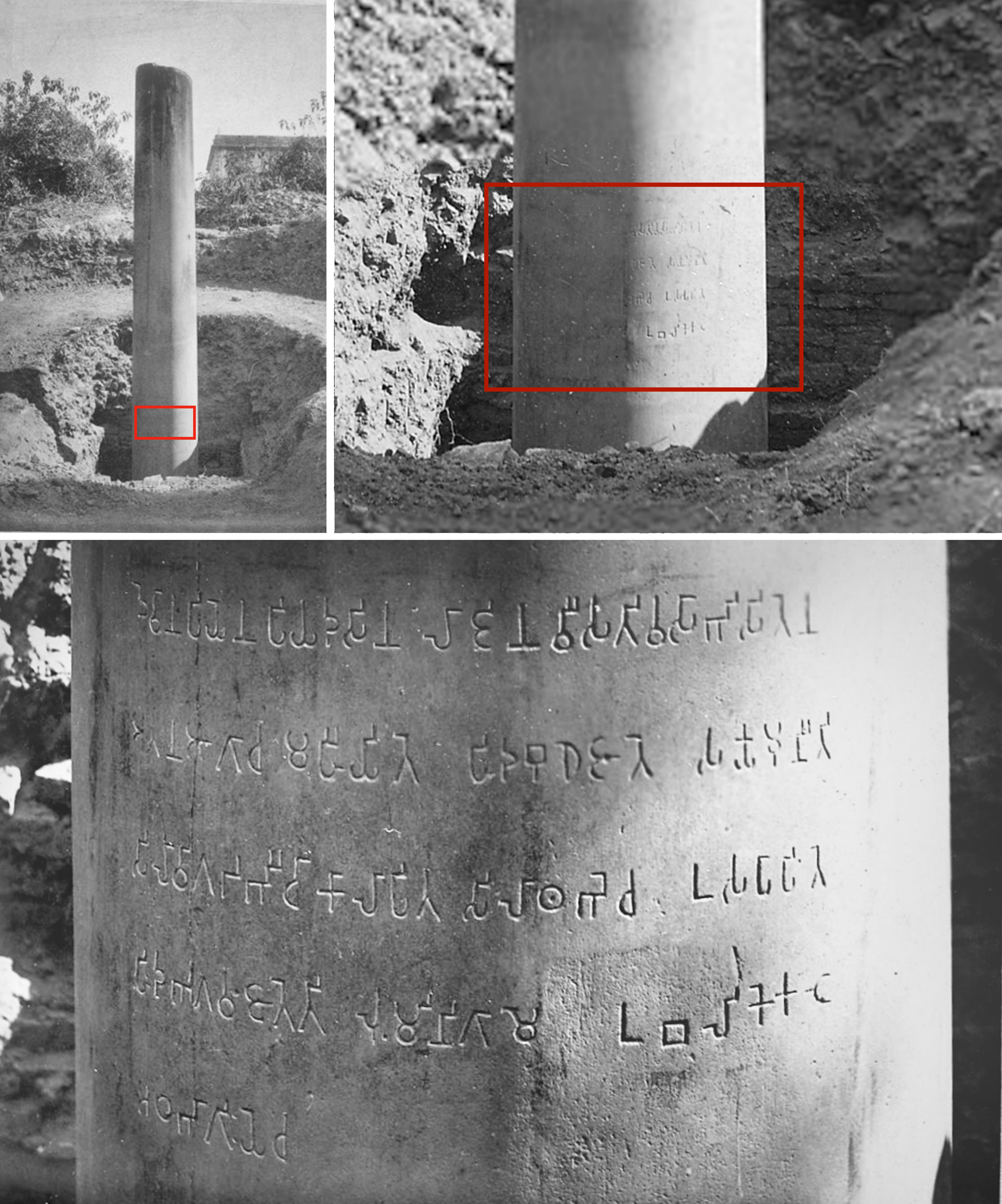
El pilar de Lumbini contiene una inscripción que indica que este es el lugar de nacimiento del Buda.

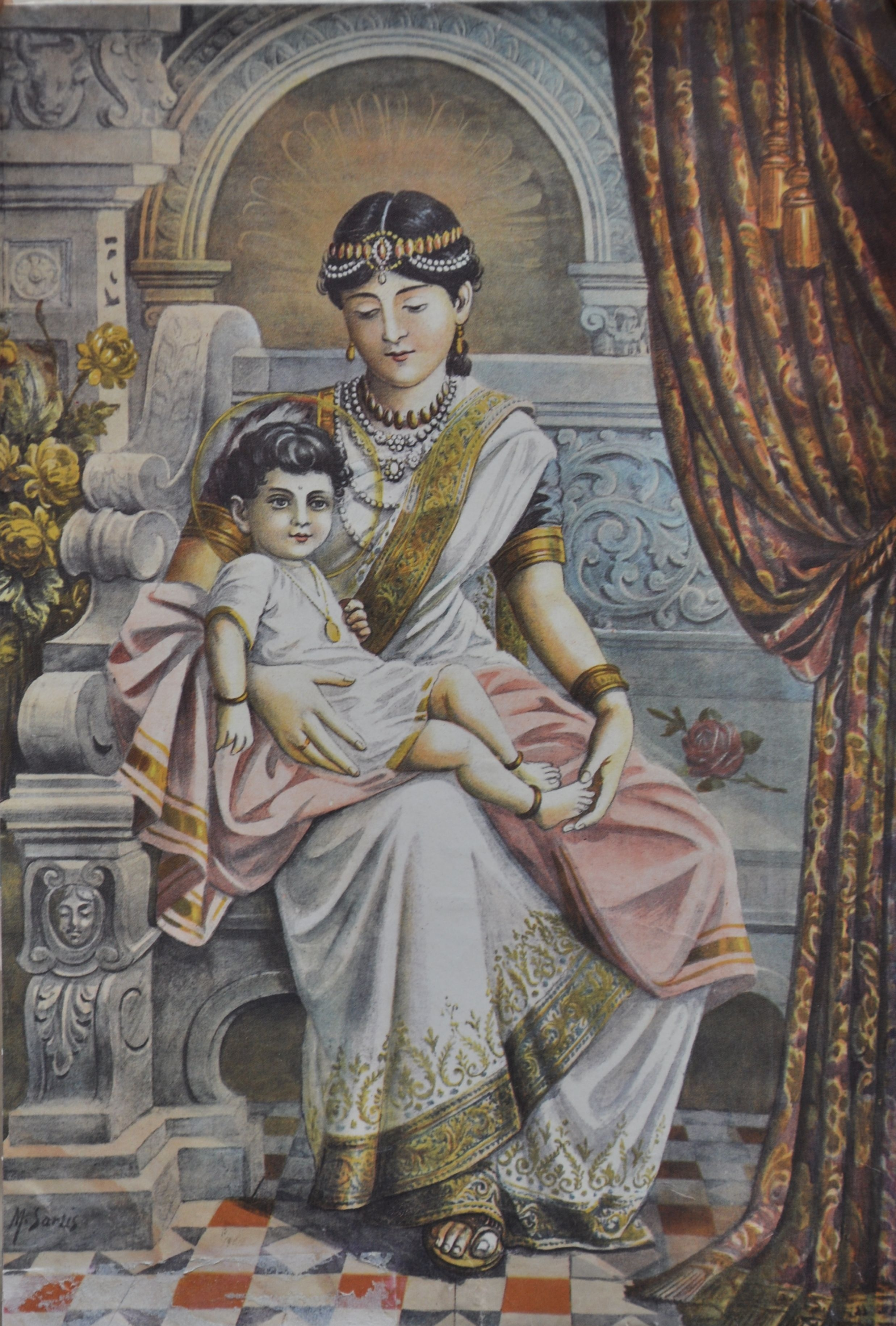
El príncipe Sidarta con su tía materna la reina Majaprajapati Gotami. Pintura litografiada por Maligawage Sarlis. Ceilán.

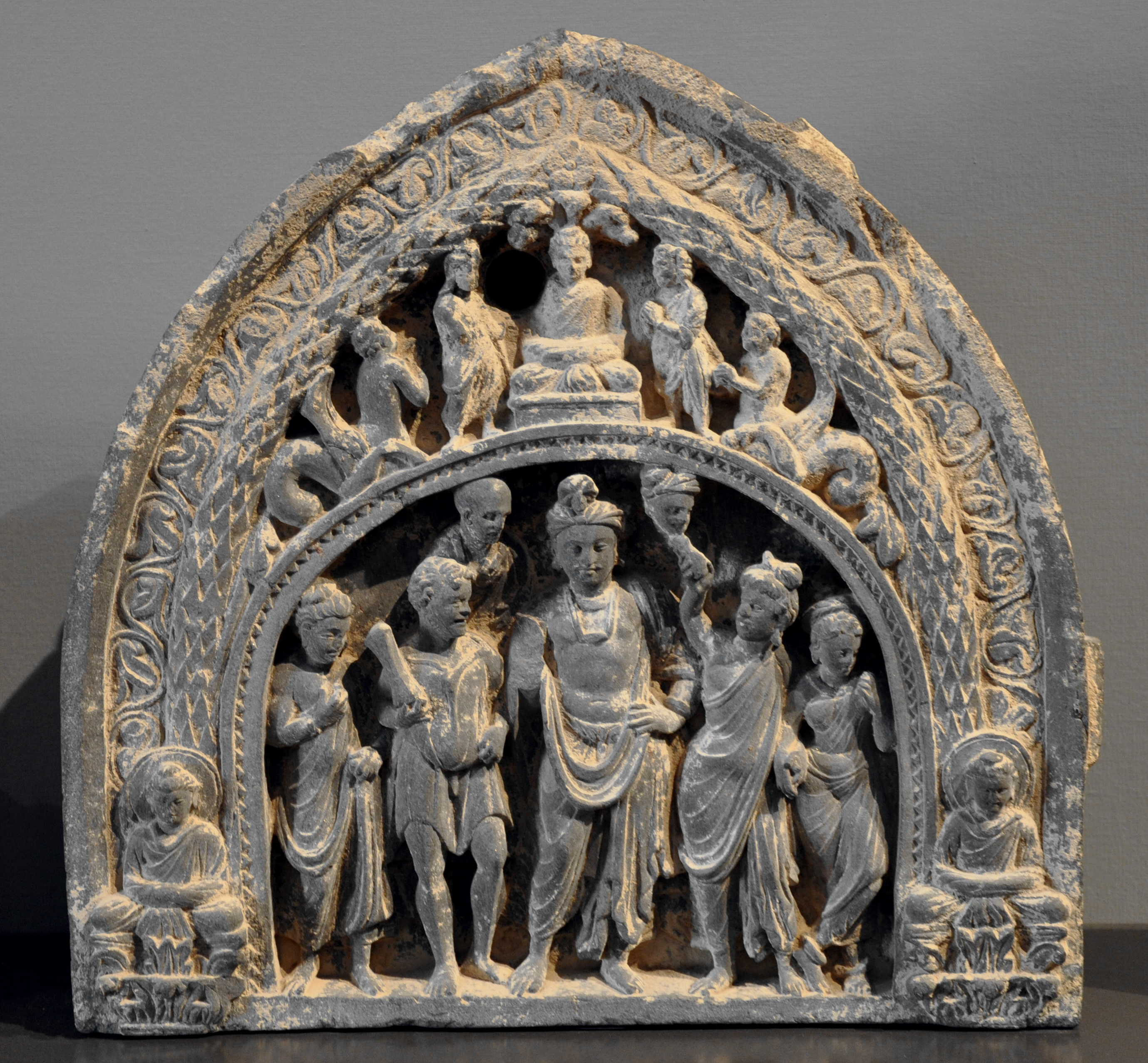
La boda real del príncipe Sidarta y la princesa Yasodara.Pakistán, área de Gandjara, entre los siglos III y IV d. C.; pizarra; Museo Rietberg, Zúrich.

### Renuncia

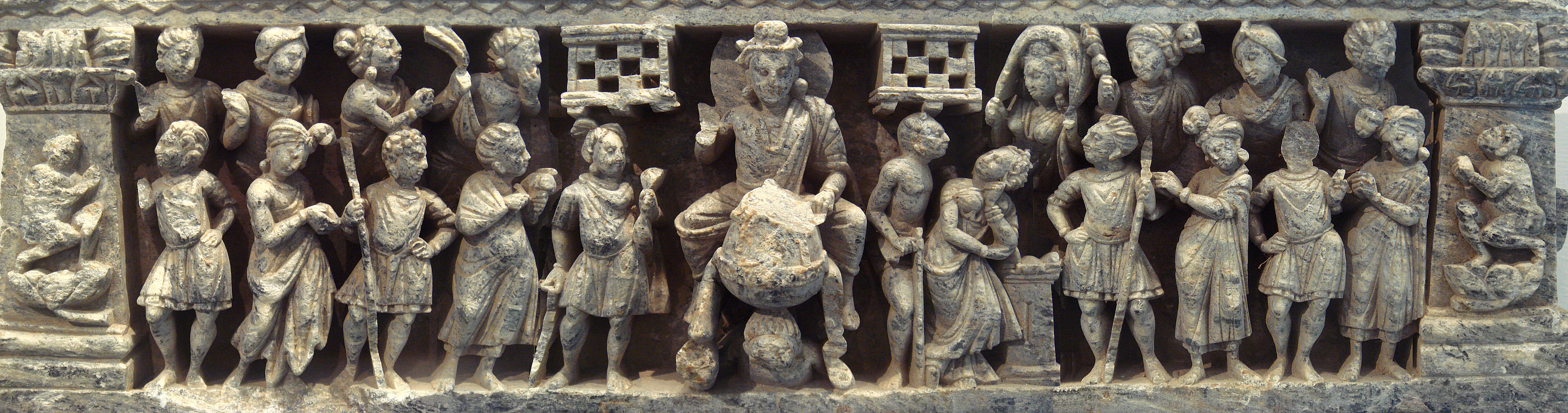
La «gran partida» de Sidarta Gautama, rodeado de un halo. Es acompañado por numerosos guardias, parejas de amantes (Maituna) y deidades menores (Devata) que han venido a rendirle homenaje. Escultura encontrada en Gandjara, elaborada durante el periodo Kusan.

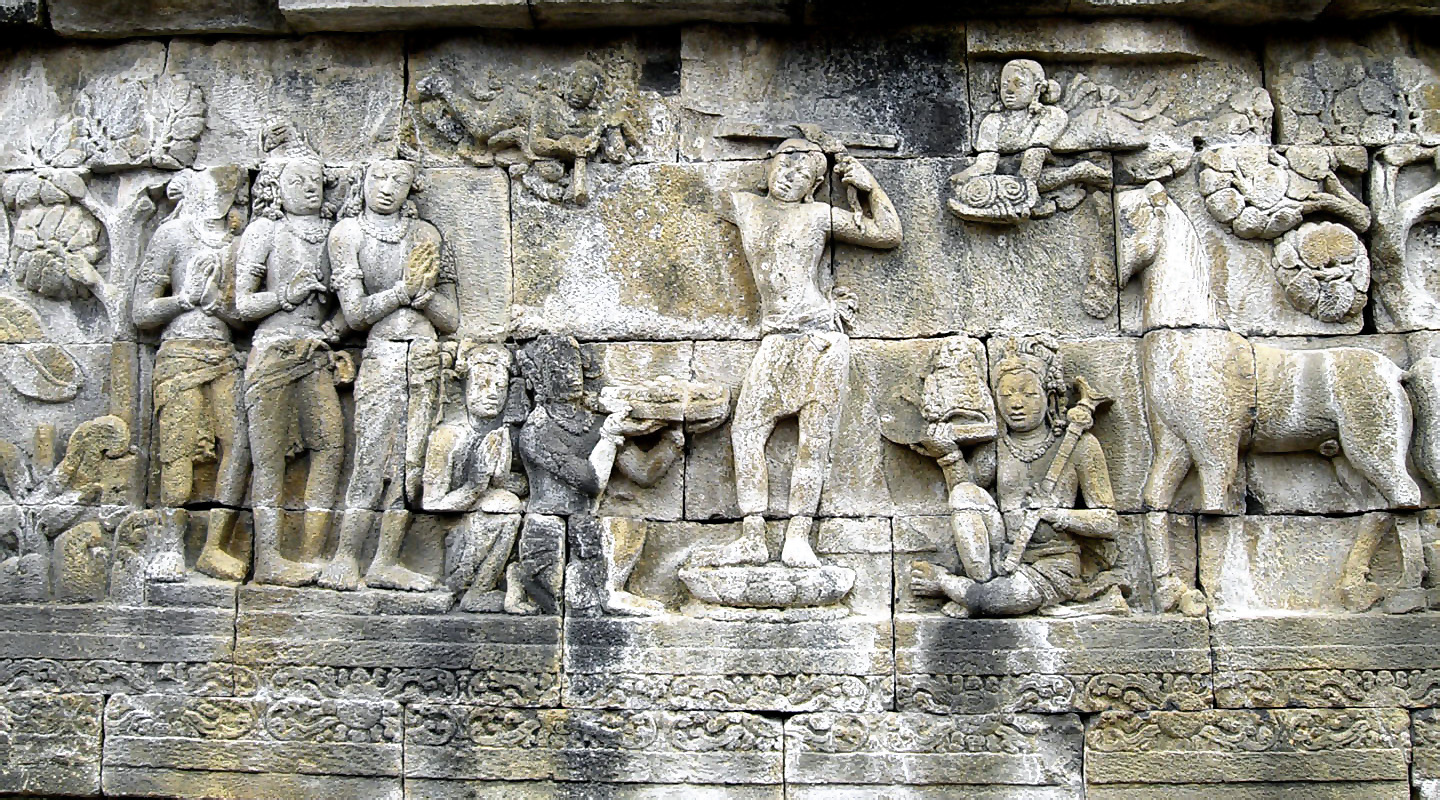
El príncipe Sidarta se rasura el pelo y se convierte en un asceta. Relieve de la estupa budista de Borobudur. Data del aproximadamente.

### Vida ascética

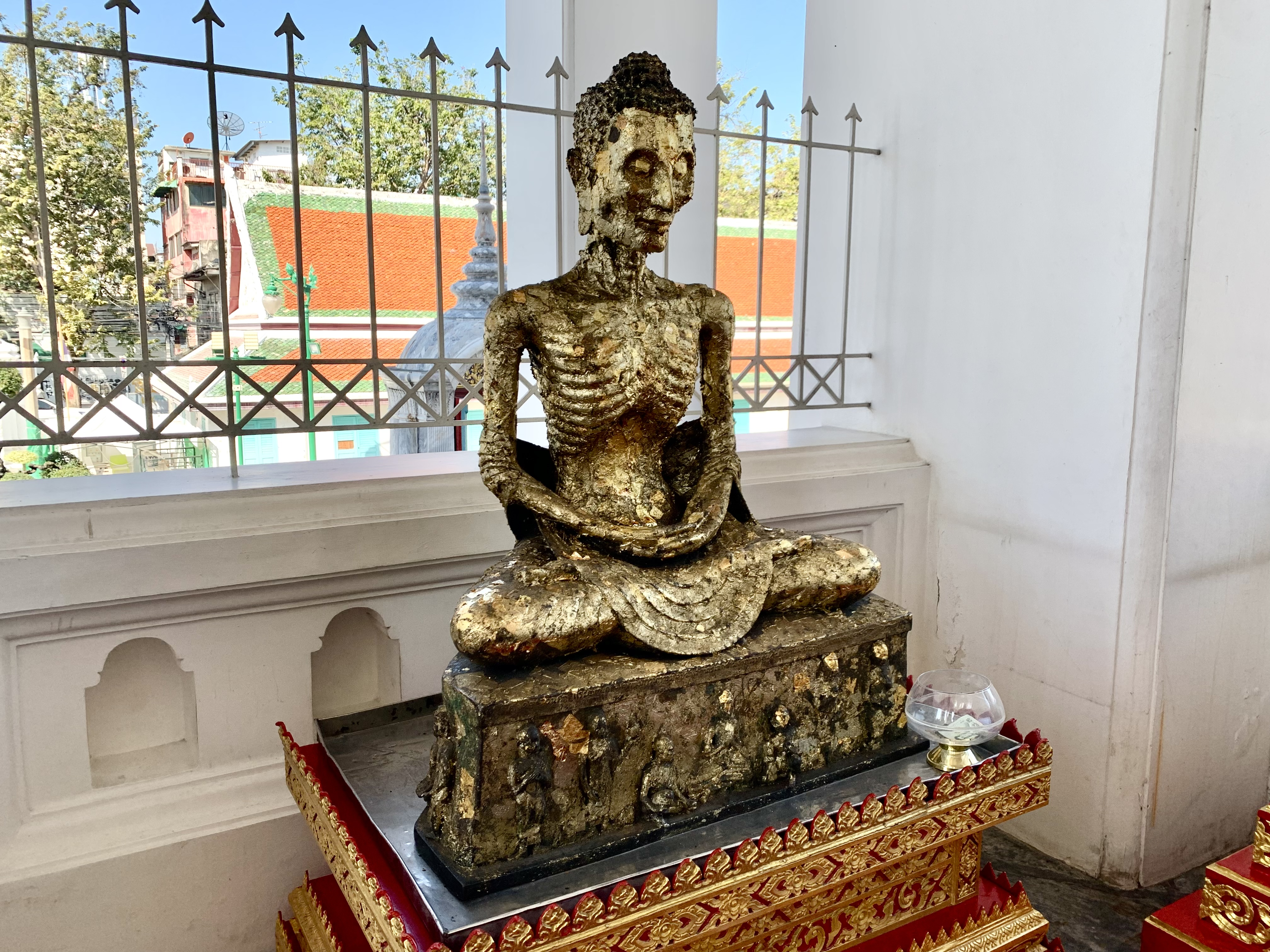
Una estatua dorada de Buda demacrado en Wat Suthat, Bangkok que representa la etapa de su ascetismo.

### El Despertar

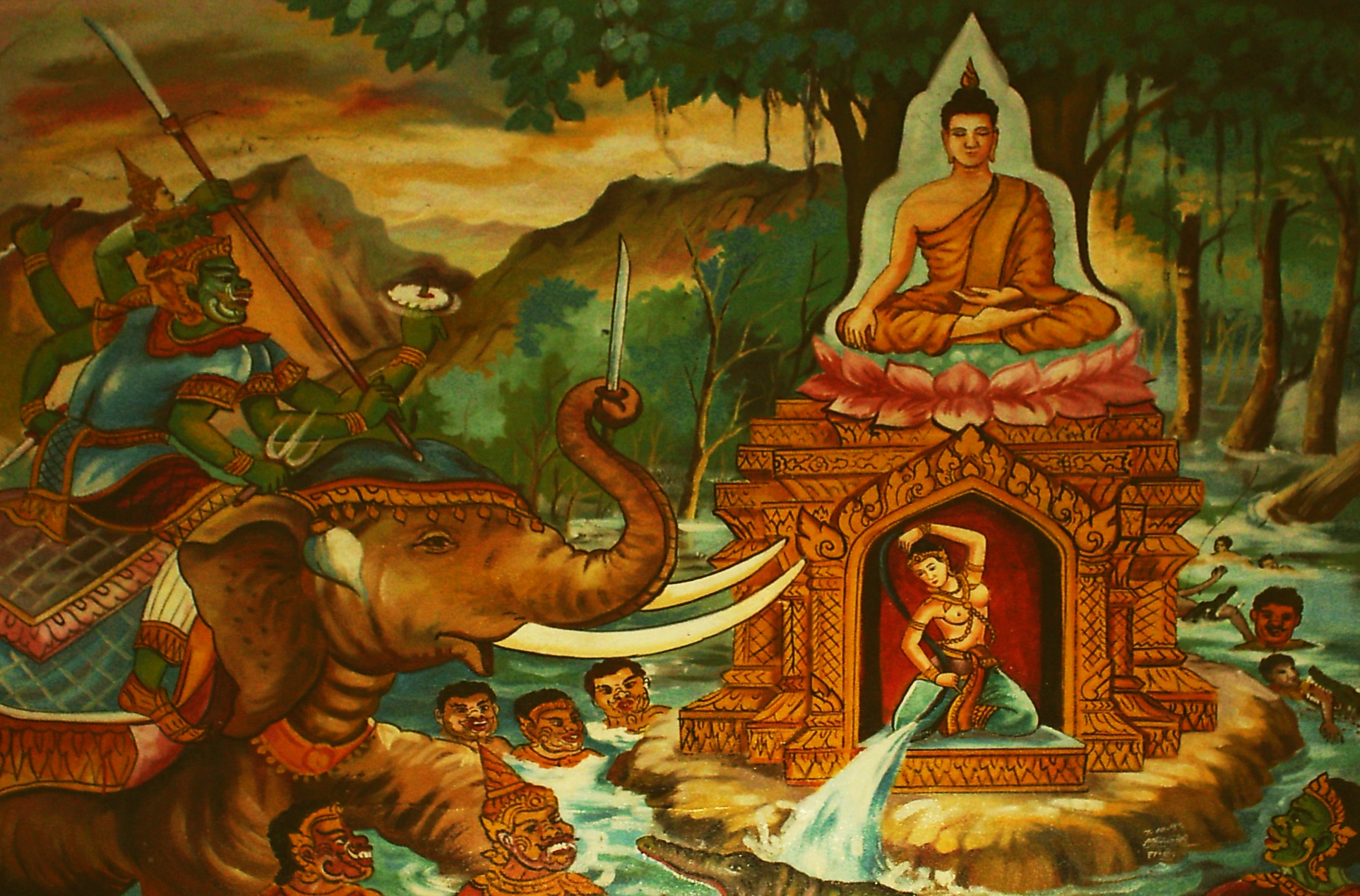
Esta pintura representa al dios Mara, tratando de perturbar al Bodisatva, justo antes del despertar (bodhi).

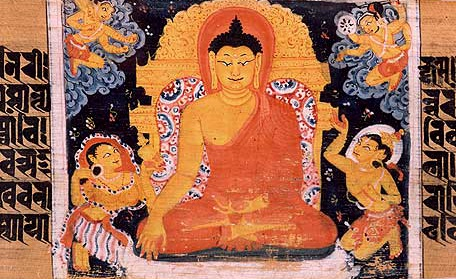
El Buda rodeado por los demonios de Mara. Manuscritos en hoja de palma escritos en sánscrito. Nalanda, Bihar, India. Período pala.

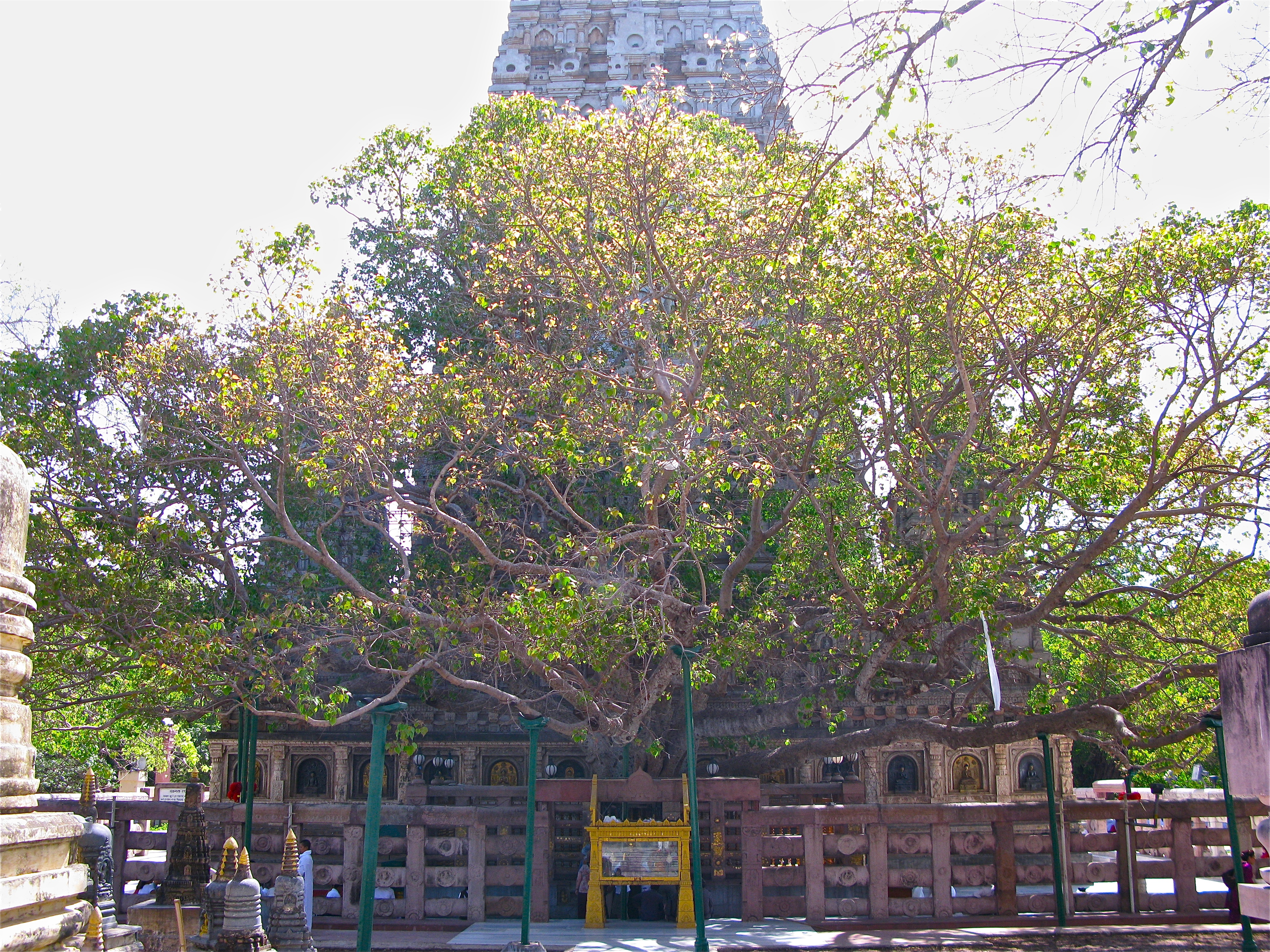
El árbol de Mahabodhi en el templo de Sri Mahabodhi en Bodh Gaya.

### Formación de la saṅgha

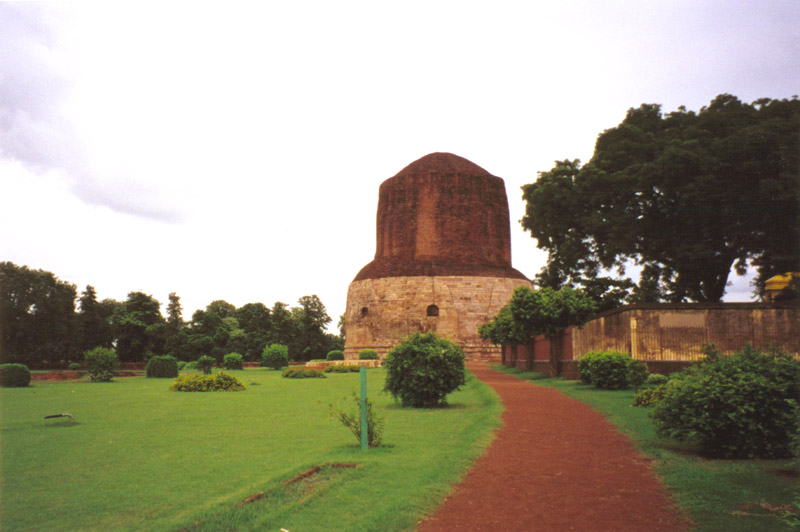
Estupa Dhamek en Sarnath, India, sede de la primera enseñanza del Buda en la que enseñó las Cuatro nobles verdades a sus primeros cinco discípulos.